# アゼルバイジャンの副大統領
アゼルバイジャンの副大統領（アゼルバイジャンのふくだいとうりょう、アゼルバイジャン語: Azərbaycanın Respublikasının vise-prezidenti）は、アゼルバイジャンで国家元首に当たる大統領に次ぐ官職である。
イルハム・アリエフの妻であるメフリバン・アリエヴァがこのポストに就任している。このポストの創設理由はヘイダル・アリエフ以降続くアリエフ一族による絶対的権力の維持を意図したものと思われる。

## 歴代の副大統領一覧
| 代数 | 氏名 (生没年)                  | 肖像 | 任期          | 任期 | 所属政党             | 備考 |
| ---- | ------------------------------ | ---- | ------------- | ---- | -------------------- | ---- |
| 1    | メフリバン・アリエヴァ (1964–) |      | 2017年2月21日 | 現職 | 新アゼルバイジャン党 | 医師 |

## 選出規定や権限
選出規定として、アゼルバイジャンの国民及び最終学歴が大学であること。権限は大統領が辞任及び死去の場合に大統領代行として任務を遂行することとなっている。任命中の副大統領は刑事訴追を免除できる。